# Нижняя Ёль
Нижняя Ёль — река в России, протекает по Ленскому району Архангельской области. Является левым притоком реки Верхняя Лупья (бассейн Северной Двины).

## География
Устье реки находится в 43 км по левому берегу реки Верхняя Лупья. Длина Нижней Ёли 16 км. Основное направление течения — северо-запад. Река течёт по леснной, ненаселённой местности. Вдоль реки проходит часть автодороги, соединяющей Урдому с посёлком Витюнино.

## Данные водного реестра
По данным государственного водного реестра России относится к Двинско-Печорскому бассейновому округу, водохозяйственный участок реки — Вычегда от города Сыктывкар и до устья, речной подбассейн реки — Вычегда. Речной бассейн реки — Северная Двина.
Код объекта в государственном водном реестре — 03020200212103000024150.